# Phare de Ponta de Mangrande
Le phare de Ponta de Mangrande est un phare situé sur Ponta de Mangrande à l'extrême ouest de l'île de Santo Antão, groupe des îles de Barlavento, au Cap-Vert.
Ce phare géré par la Direction de la Marine et des Ports (Direcção Geral de Marinha e Portos ou DGMP) .

## Histoire
Ponta de Mangrande ou Ponta Oeste est le point le plus occidental du Cap-Vert. Il est situé à près de 5 km au nord-ouest du Monte Trigo. Le phare est sur le territoire de la ville de Ribeira Grande. Le phare n'a pas d'accès par la route car il est dans une zone inhabitée.
Le phare a été achevé à la fin du XIXe siècle à l'apogée du trafic maritime vers le port de Mindelo, sur l'île de São Vicente. Aujourd'hui, il guide les navires pour la navigation intérieure, les transbordeurs et les navires qui entrent et sortent de l'archipel.

## Description
Le phare est une tourelle cylindrique blanche, avec lanterne de 3 m. La lanterne est peinte en rouge. La tour est attenante à la maison de gardien.
Il émet, à une hauteur focale de 112 m, deux éclats blancs toutes les 10 secondes. Sa portée est de 13 milles nautiques (environ 24 km). Il fonctionne à l'énergie solaire.
Le phare de Ponta de Mangrande est la signalisation maritime la plus à l'ouest du continent africain.
Identifiant : ARLHS : CAP-... ; PT-2013 - Amirauté : D2954 - NGA : 24092 .

### Lien connexe
- Liste des phares au Cap-Vert